# Grabkreuz Kirchplatz 1 (1672)

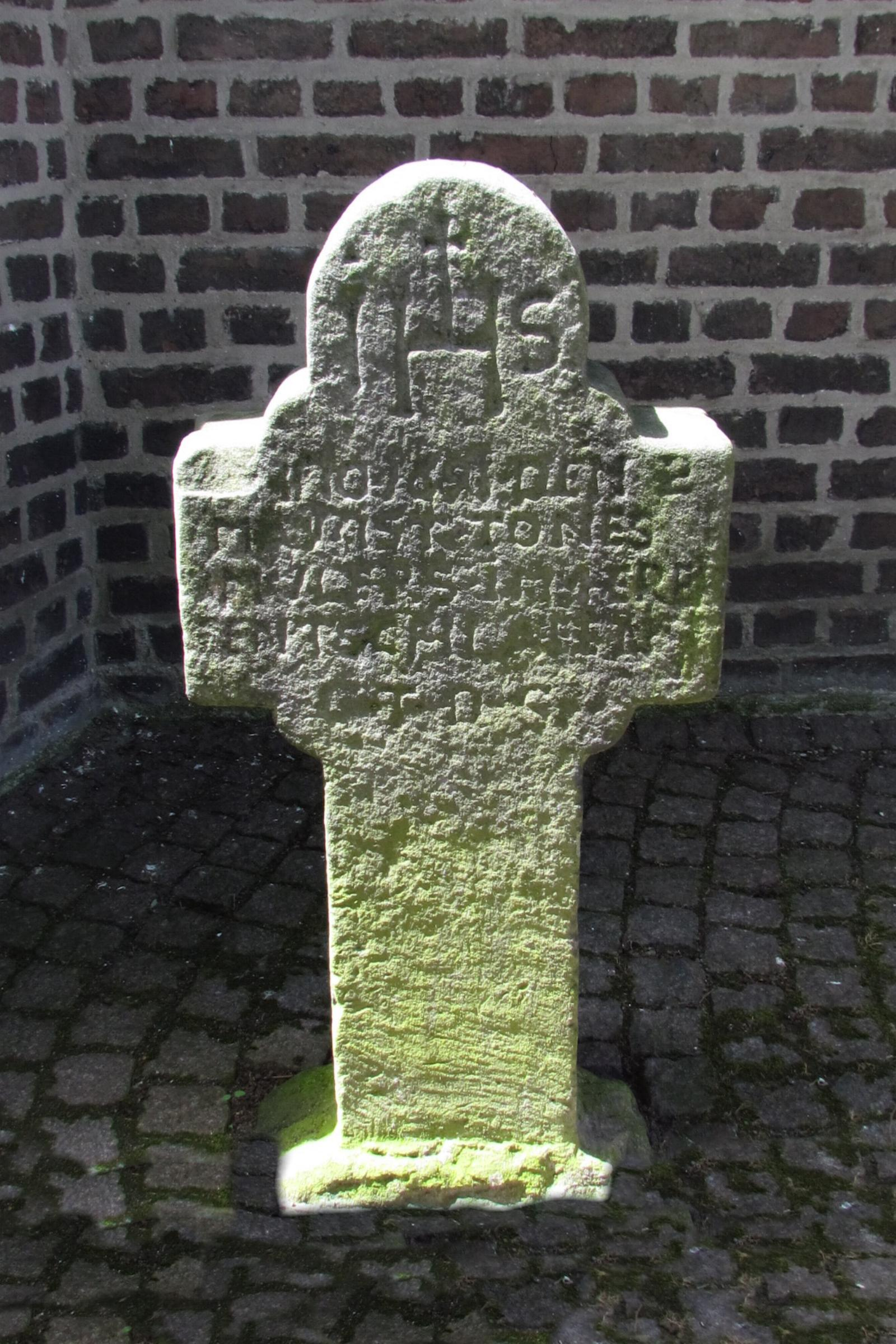
Grabkreuz an der Kirche

Das Grabkreuz Kirchplatz 1 (1672) steht in Korschenbroich im Rhein-Kreis Neuss in Nordrhein-Westfalen.
Das Kreuz wurde unter Nr. 105 am 1. Juni 1987 in die Liste der Baudenkmäler in Korschenbroich eingetragen.

## Architektur
Bei dem Grabkreuz handelt es sich um ein Kreuz aus Liedberger Sandstein von 17 cm Tiefe und 51 cm Breite aus dem Jahre 1672. Auf der Vorderseite befindet sich oben die Inschrift „ANNO 1672 DEN 4.AUGUST …“ sowie das Bild eines Schädels mit gekreuzten Knochen. Auf der Rückseite befindet sich oben die Inschrift „ANNO 1672 DEN 4.AUGUST …“ sowie das Bild eines Schädels mit gekreuzten Knochen. Auf der Rückseite befindet sich oben die Inschrift „IHS“ mit aufgesetztem Kreuz, darunter die Grabinschrift einer Zweitbestattung „ANNO 1691 DEN …. MAY… IST ENTSCHLAFEN .“
Das Kreuz ist von künstlerischer und volkskundlicher Bedeutung und daher als Denkmal erhaltenswert.